# Papirius Iustus
Papirius Iustus war ein klassischer römischer Jurist der Kaiserzeit. Den Gentilnamen Papirius trug er aufgrund seiner Angehörigkeit zur Gens Papiria, einer traditionsreichen römischen Familie. Seine Zeit war das 2. Jahrhundert n. Chr., während der kaiserlichen Herrschaftsverhältnisse von Mark Aurel und Commodus.
Kenntnisse über Papirius Iustus sind sehr lückenhaft, lediglich achtzehn Fragmente in den justinianischen Digesten lassen Rückschlüsse auf sein Schaffen zu. Allerdings lässt sich daraus ein einzigartiges Werk, De constitutionibus libri XX rekonstruieren, das eine Sammlung von Reskripten Mark Aurels an Beamte und Privatleute war. Er selbst hoher Beamter des Kaisers, referierte regelmäßig vorausschauend grundlegende Rechtsfragen, die sich aus dem tiefgreifenden Wandel des Reichs im 2. Jahrhundert seit Hadrian ergaben. Da die politischen und rechtlichen Kräfte sich zunehmend auf den Princeps konzentrierten, konstatierte Papirius Iustus den sich andeutenden Übergang vom jurisprudenziellen Recht zum autoritativen Recht.
Gerade unter den Kaisern Mark Aurel und Commodus entstanden die ersten amtlichen Konstitutionensammlungen, die aurelianische Semestria und die Constitutiones des Commodus.